# Portada/efemèride abril 19
Benet XVI
« 18 d'abril · 19 d'abril · 20 d'abril »